# Љубивоје Тадић
Љубивоје Тадић (Нови Сад, 28. јул 1960) српски је глумац. Тадић је првак драме Народног позоришта.

## Биографија
Рођен је у Новом Саду. Љубивоје Тадић потиче из глумачке породице: отац му је био Растко Тадић, а стриц Љуба Тадић. Глуму је дипломирао на Факултету драмских уметности. У Народном позоришту је од 1984. године. Поред глуме, бави се књижевношћу, драматургијом и режијом пројектних представа у другим позориштима и алтернативним сценама. Од 2000. до 2005. године је био управник Народног позоришта.
Основао је своје позориште „Огледало” у коме игра Арчибалда Рајса у представи „Чујте Срби, чувајте се себе!” и представу коју је по сопственом тексту и режији режирао „Како је диван тај призор”, „Зле духе”, политички кабаре „Какав је ово народ”. Режирао је представу „Шта је било после”, заједно са глумцима из позоришта Склониште у театру. Такође режирао је и глумио у представи „Ризница порока” Доброслава Петричевића.
Већи део представа је снимио за телевизију РТС, емисију ТВ Театар.

## Одабране улоге
- Том ... „Стаклена менажерија” Т. Вилијамса
- Стојан ... „Коштана” Б. Станковића
- Пол ... „Дактилографи” М. Шизгала
- Делио ... „Војвоткиња од Малфија”
- Јован ... „Марија Магдалена и апостоли”
- Алваро ... „Тетовирана ружа” Т. Вилијамса
- Тесла ... „Тесла или прилагођавање анђела” Д. Пешића
- Бил ... „Центрифугални играч” Т. Манојловића
- Селимир ... „Развојно пут Боре Шнајдера” А. Поповића
- Саво Вукотић Цицко ... „Велика драма” С. Ковачевића
- Митке ... „Коштана” Б. Станковића
- Макијавели ... „Дијалог у паклу између Макијавелија и Монтескјеа”
- Гуто (писац)... „Ризница порока”
- Добрица Ћосић... „Лична историја”

## Награде
- 2003: Награда Браћа Карић